# Zr.Ms. Amsterdam (1995)
De Zr.Ms. Amsterdam (A836) was een bevoorradingsschip van de Koninklijke Marine. De Amsterdam was het twintigste schip bij de Nederlandse marine dat is vernoemd naar de stad Amsterdam. Het schip dat is gebouwd door de Koninklijke Schelde Groep te Vlissingen is in 1995 te water gelaten.
Met behulp van het schip werden onder meer brandstof en voedsel overgezet op de fregatten van de Koninklijke Marine.
Marineschepen moeten langere tijd onafgebroken op zee kunnen blijven. Dit kan alleen als de schepen regelmatig bevoorraad worden. Deze schepen functioneren als "Force Multiplyer"
Dit schip levert op volle zee de nodige goederen, zoals brandstof, kleding, voedsel en munitie. Het schip beschikt over een helikopterdek en een hangar voor meerdere helikopters. De laadcapaciteit is 10.300 ton, inclusief 9000 ton brandstof.
Zr.Ms. Amsterdam was vernoemd naar de gemeente Amsterdam in de provincie Noord-Holland, tevens de hoofdstad van Nederland.
Het embleem van Zr.Ms. Amsterdam was ontleend aan het gemeentewapen van Amsterdam. De spreuk "heldhaftig vastberaden barmhartig" is door koningin Wilhelmina verleend op grond van de verdiensten van de stad in de Tweede Wereldoorlog.
In december 2014 werd het schip verkocht aan Peru.

## Bemanning
- Eigen bemanning: 139 personen
- Helicrew: 50 personen
- Reserve: 20 personen
- Totale accommodatie: 209 personen

## Ontwerp

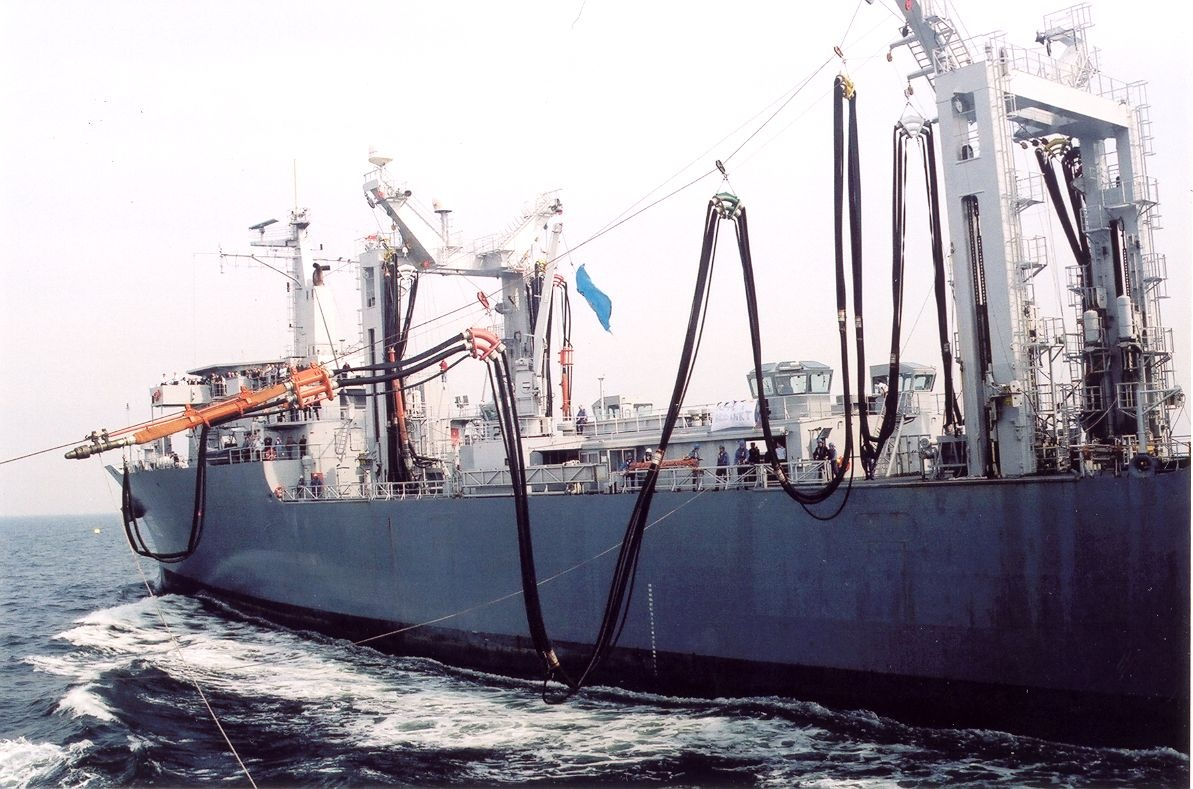
In actie

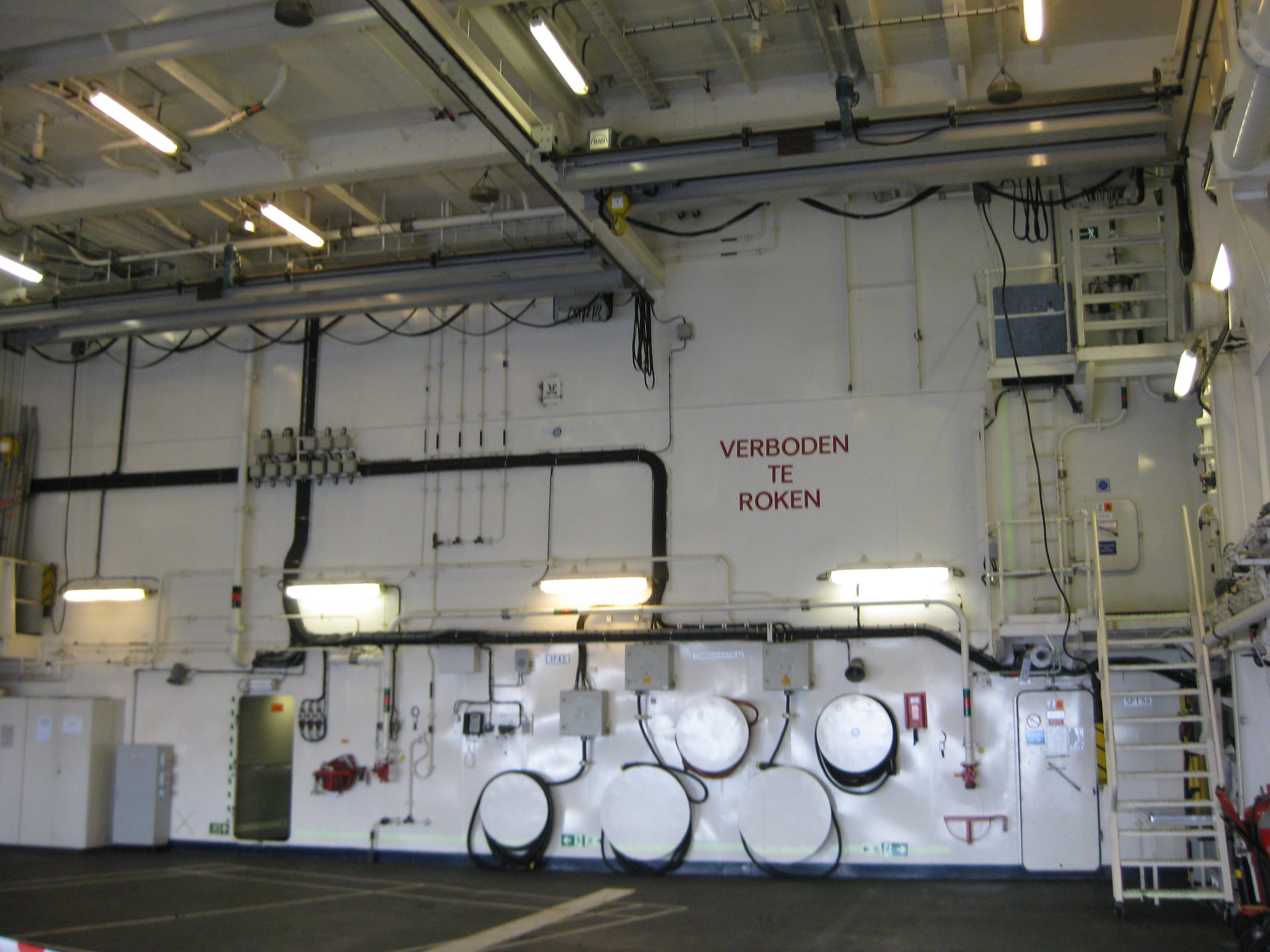
Hangar

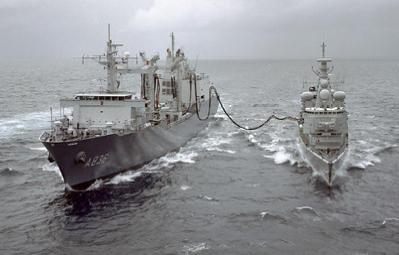
Bevoorrading van een fregat

Het ontwerp van Zr.Ms. Amsterdam is tot stand gekomen in nauwe samenwerking tussen het Nederlandse ontwerpbureau Nevesbu en het Spaanse ontwerpbureau BAZAN. Op 21 mei 1992 is de kiel gelegd en op 11 september 1993 is het schip gedoopt door mevr. M.L. Kok-Roukema (de echtgenote van de toenmalige vicepremier). Twee jaar later op 2 september 1995 is het schip overgedragen aan de Koninklijke Marine en in dienst gesteld. Ongeveer gelijktijdig is in Spanje het 'zusterschip' SPS Patiño gebouwd en in dienst gesteld. Het casco van Zr.Ms. Amsterdam is gebouwd door Merwede Shipyard (onderdeel van IHC Merwede) in opdracht van de hoofdaannemer, de Koninklijke Schelde Groep, die het schip in 1994/1995 heeft afgebouwd in Vlissingen.
Afmetingen:
- lengte: 165,84 meter
- breedte: 22,00 meter
- diepgang: 8,00 meter
- Waterverplaatsing: 17040 ton

Voortstuwingsinstallatie:
Het schip wordt voortgestuwd door één vijfbladige verstelbare schroef. De schroef wordt aangedreven door een of twee medium speed MAN Bazan dieselmotoren.
- Maximumvermogen: 2x9700 kW
- Maximumsnelheid: 20 knopen

Bevoorradingscapaciteit:
- Brandstof Diesel (F76) (verdeeld over 16 ladingtanks): 8750 ton
- Brandstof AVCAT (F44): 1200 ton (In MJO 2003 is AVCAT Ladingtank 1 omgebouwd tot F76 tank)
- Drinkwater (1 ladingstank): 142 ton
- Voedselvoorraden (verdeeld over 1 droogproviandruim, 1 koelruim en 1 vriesruim): 1100 ton
- Munitie (verdeeld over 5 ruimen): 350 ton

Afgiftepositie bijzonderheden:
- Positie 1 t/m 4: Zware lasten tot 2 ton, brandstof (F44 en F76) en drinkwater
- Positie 3 en 4: Lichte lasten
- Positie 5: Brandstof (F76)

Ontvangstpositie bijzonderheden:
- Positie 3 en 4: Zware en lichte lasten, vloeistoffen en brandstof (F44 en F76)

Bewapening:
- Drie lichte (Lynx) of twee middelzware helikopters (Sea King)
- Eén Goalkeeper (close-in-weapon-system)
- Zes .50 mitrailleurs
- Twee 7,62 MAG machinegeweren
- Vier SRBOC Chaff/Flare Launchers

## Taak van Zr.Ms. Amsterdam
De taak van een bevoorradingsschip bestaat primair uit het bevoorraden van eigen en bondgenootschappelijke vlooteenheden in volle zee. Dit wordt BOZ, Bevoorraden Op Zee (Engels: RAS, Replenishment At Sea), genoemd. Het schip is in de eerste plaats een vloottanker en kan dus dieselolie en vliegtuigbrandstof vervoeren. Daarnaast kunnen zware lasten, waaronder (kapitale) munitie worden overgegeven. Voorts is het ingericht om er victualiën (=Proviand/mondvoorraad op schepen) van allerlei aard in op te slaan. Dieselolie kan op 5 posities worden afgegeven, vliegtuigbrandstof, drinkwater en zware lasten op 4 posities. Ook kunnen helikopters ten behoeve van o.a. onderzeebootbestrijding en VERTREP (vertical replenishment) aan boord worden gestationeerd.

## BAP Tacna
Op 4 december 2014 werd het schip uit dienst gesteld en aan Peru verkocht. Daar is het als BAP Tacna in dienst genomen.